# Hertha Töpper
Hertha Töpper   (Graz, 19 d'abril de 1924 - Múnic, 28 de març de 2020) fou una contralt austríaca.

## Biografia
Töpper, filla d'un professor de música, va començar els seus estudis de cant al conservatori de Graz mentre encara estava a l'escola secundària. El 1945, va començar la seva carrera a l'Òpera de Graz amb el paper d'Ulrica a Un ballo in maschera. El primer Festival de Bayreuth després de la Segona Guerra Mundial la va convidar el 1951 al Cicle d'Anells de Wagner. El mateix any, la seva primera actuació a l'Òpera estatal de Baviera va seguir com a Octavian a la pel·lícula de Richard Strauss Der Rosenkavalier. Un any després, es va convertir en membre contractada allí i va formar part del 1957 de l'estrena mundial de l'òpera Die Harmonie der Welt de Paul Hindemith.
Entre els seus papers importants va incloure Dorabella a Così fan tutte, Fricka a Das Rheingold, Brangäne a Tristan und Isolde, Judith El castell de Barbablava, el paper principal a Carmen. Va cantar a tots els grans teatres d'òpera del món, inclosos Londres, Viena, Milà, Brussel·les, Amsterdam, Roma, Zuric. Punts destacats de la seva carrera van ser participacions al Festival de Salzburg i al Metropolitan Opera de Nova York.
A més de l'òpera, Töpper era un cantant de concerts molt reputat de lieder i oratoris; la seva col·laboració amb Karl Richter en la interpretació d'obres de Johann Sebastian Bach es van convertir en obres de referència.
El 1949, Töpper es va casar amb el compositor Franz Mixa (1902–1994). Va ser professora de cant des del 1971 fins al 1981 al Col·legi de Música de Múnic (avui Hochschule für Musik und Theatre München), on hi havia Elisabeth von Magnus entre els seus estudiants.

## Honors
- 1955 Kammersänger de Baviera
- 1962 Ordre de mèrit de Baviera
- 1985 Ordre del Mèrit de la República Federal d'Alemanya, Creu d'oficials (Verdienstkreuz 1. Klasse)
- 1988 Gran Creu d'Honor d'Estíria
- 1995 Ordre Maximiliana de Baviera per a la Ciència i l'Art
- 2009 Medalla de màster (Meistersinger-Medaille), Òpera estatal de Baviera